# Tytularne kościoły kardynalskie
Tytularne kościoły kardynalskie – lista kościołów tytularnych w diecezji rzymskiej, diecezji podrzymskich i patriarchatów Kościołów wschodnich wraz z kardynałem noszącym tytuł kościoła, rokiem nadania mu tytułu i krajem pochodzenia kardynała.
| Diecezja tytularna    | Kardynał                  | Kraj       | Rok  |
| --------------------- | ------------------------- | ---------- | ---- |
| Albano                | Luis Antonio Tagle        | Włochy     | 2025 |
| Ostia                 | Giovanni Battista Re      | Włochy     | 2020 |
| Porto-Santa Rufina    | Beniamino Stella          | Włochy     | 2020 |
| Sabina-Poggio Mirteto | Giovanni Battista Re      | Włochy     | 2002 |
| Velletri-Segni        | Francis Arinze            | Nigeria    | 2005 |
| Frascati              | Tarcisio Bertone, SDB     | Włochy     | 2008 |
| Palestrina            | José Saraiva Martins, CMF | Portugalia | 2009 |

| Patriarchat                    | Patriarcha           | Kraj  | Rok  |
| ------------------------------ | -------------------- | ----- | ---- |
| Maronicki patriarcha Antiochii | Béchara Boutros Raï  | Liban | 2012 |
| Chaldejski patriarcha Babilonu | Louis Raphaël I Sako | Irak  | 2018 |

| Zdjęcie | Kościół tytularny                                                          | Nazwa włoska                                               | Kardynał                         | Kraj                          | Rok  |
| ------- | -------------------------------------------------------------------------- | ---------------------------------------------------------- | -------------------------------- | ----------------------------- | ---- |
|         | Kościół św. Joanny Antydy Thouret                                          | Santa Giovanna Antida Thouret                              | Dominique Mathieu                | Belgia                        | 2024 |
|         | Kościół św. Antoniego z Padwy przy Circonvallazione Appia                  | San Antonio di Padova a Circonvallazione Appia             | George Koovakad                  | Indie                         | 2024 |
|         | Kościół św. Jana Leonardi                                                  | San Giovanni Leonardi                                      | Tarcisio Isao Kikuchi            | Japonia                       | 2024 |
|         | Kościół Matki Bożej Łaskawej w Casal Boccone                               | Santa Maria delle Grazie a Casal Boccone                   | Carlos Castillo Mattasoglio      | Peru                          | 2024 |
|         | Bazylika św. Agnieszki za Murami                                           | Sant'Agnese fuori le mura                                  | Camillo Ruini                    | Włochy                        | 1991 |
|         | Kościół świętych Akwili i Pryski                                           | Santi Aquila e Priscilla                                   | Juan García Rodríguez            | Kuba                          | 2019 |
|         | Kościół św. Alberta Wielkiego                                              | Sant'Alberto Magno                                         | Virgilio do Carmo da Silva       | Timor Wschodni                | 2022 |
|         | Kościół św. Alfonsa Liguori                                                | Sant'Alfonso di Liguori all'Esquilino                      | Vincent Nichols                  | Wielka Brytania               | 2014 |
|         | Bazylika świętych Ambrożego i Karola przy Corso                            | Santi Ambrogio e Carlo al Corso                            | wakat                            |                               | 2017 |
|         | Bazylika św. Anastazji na Palatynie                                        | Sant’Anastasia al Palatino                                 | wakat                            |                               | 2024 |
|         | Bazylika św. Andrzeja „della Valle”                                        | Sant’Andrea della Valle                                    | Dieudonné Nzapalainga            | Republika Środkowoafrykańska  | 2016 |
|         | Bazylika św. Andrzeja „delle Fratte”                                       | Sant’Andrea delle Fratte                                   | Ennio Antonelli                  | Włochy                        | 2003 |
|         | Kościół Świętej Rodziny z Nazaretu w Centocelle                            | Sacra Famiglia di Nazareth a Centocelle                    | Luis Cabrera Herrera             | Ekwador                       | 2024 |
|         | Kościół św. Andrzeja na Kwirynale                                          | Sant’Andrea al Quirinale                                   | Odilo Scherer                    | Brazylia                      | 2007 |
|         | Kościół św. Anieli Merici                                                  | Sant’Angela Merici                                         | Sigitas Tamkevičius              | Litwa                         | 2019 |
|         | Kościół św. Antoniego na Polu Marsowym                                     | Sant’Antonio in Campo Marzio                               | Manuel Clemente                  | Portugalia                    | 2015 |
|         | Bazylika św. Antoniego z Padwy na Eskwilinie                               | Sant’Antonio da Padova all'Esquilino                       | Américo Aguiar                   | Portugalia                    | 2023 |
|         | Kościół św. Antoniego z Padwy przy Via Tuscolana                           | Sant’Antonio da Padova in via Tusculana                    | Jean Zerbo                       | Mali                          | 2017 |
|         | Kościół św. Atanazego                                                      | Sant'Atanasio                                              | Lucian Mureșan                   | Rumunia                       | 2012 |
|         | Kościół św. Atanazego przy Via Tiburtina                                   | Sant'Atanasio a Via Tiburtina                              | Gabriel Zubeir Wako              | Sudan                         | 2003 |
|         | Bazylika św. Augustyna na Polu Marsowym                                    | Sant’Agostino in Campo Marzio                              | Jean-Pierre Ricard               | Francja                       | 2006 |
|         | Bazylika św. Balbiny na Awentynie                                          | Santa Balbina all'Aventino                                 | wakat                            |                               | 2023 |
|         | Bazylika św. Bartłomieja na Wyspie Tyberyjskiej                            | San Bartolomeo all'Isola                                   | Blase Cupich                     | Stany Zjednoczone             | 2016 |
|         | Kościół św. Bernarda przy Termach                                          | San Bernardo alle Terme                                    | George Alencherry                | Indie                         | 2012 |
|         | Kościół św. Bernadety Soubirous                                            | Santa Bernadette Soubirous                                 | Ángel Rossi                      | Argentyna                     | 2023 |
|         | Kościół św. Bonawentury                                                    | San Bonaventura da Bagnoregio                              | Joseph Coutts                    | Pakistan                      | 2018 |
|         | Bazylika świętych Bonifacego i Aleksego                                    | Santi Bonifacio e Alessio                                  | Paulo César Costa                | Brazylia                      | 2022 |
|         | Kościół Bożego Narodzenia przy Via Gallia                                  | Natività di Nostro Signore Gesù Cristo a Via Gallia        | Audrys Bačkis                    | Litwa                         | 2001 |
|         | Bazylika św. Cecylii na Zatybrzu                                           | Santa Cecilia in Trastevere                                | Gualtiero Bassetti               | Włochy                        | 2014 |
|         | Bazylika św. Chryzogona na Zatybrzu                                        | San Crisogono in Trastevere                                | Andrew Yeom Soo-jung             | Korea Południowa              | 2014 |
|         | Kościół świętych Cyryka i Julity                                           | Santi Quirico e Giulitta                                   | Seán Brady                       | Irlandia                      | 2007 |
|         | Kościół Świętych Cyryla i Metodego                                         | Santi Cirillo e Metodio                                    | Grzegorz Ryś                     | Polska                        | 2023 |
|         | Bazylika Czterech Koronatów                                                | Santi Quattro Coronati                                     | Roger Mahony                     | Stany Zjednoczone             | 1991 |
|         | Kościół św. Doroty                                                         | Santa Dorotea                                              | Jorge Enrique Jiménez Carvajal   | Kolumbia                      | 2022 |
|         | Kościół Ducha Świętego na Ferratella                                       | Spirito Santo alla Ferratella                              | Ignatius Suharyo Hardjoatmodjo   | Indonezja                     | 2019 |
|         | Bazylika świętych Dwunastu Apostołów                                       | Santi XII Apostoli                                         | Angelo Scola                     | Włochy                        | 2003 |
|         | Kościół św. Emerencjany                                                    | Santa Emerenziana a Tor Fiorenza                           | Jean-Pierre Kutwa                | Wybrzeże Kości Słoniowej      | 2014 |
|         | Kościół św. Euzebiusza                                                     | Sant'Eusebio                                               | Daniel DiNardo                   | Stany Zjednoczone             | 2007 |
|         | Kościół świętych Fabiana i Wenancjusza                                     | Santi Fabiano e Venanzio a Villa Fiorelli                  | Carlos Aguiar Retes              | Meksyk                        | 2016 |
|         | Kościół św. Feliksa z Kantalicjo                                           | San Felice da Cantalice                                    | wakat                            | Filipiny                      | 2012 |
|         | Kościół św. Franciszka z Asyżu przy Ripie                                  | San Francesco a Ripa                                       | Norberto Rivera Carrera          | Meksyk                        | 1998 |
|         | Kościół św. Franciszka z Asyżu w Acilii                                    | San Francesco d'Assisi ad Acilia                           | Wilfrid Fox Napier               | Afryka Płd.                   | 2001 |
|         | Bazylika św. Franciszki Rzymianki                                          | Santa Francesca Romana                                     | Péter Erdő                       | Węgry                         | 2023 |
|         | Kościół św. Frumencjusza                                                   | San Frumenzio ai Prati Fiscali                             | Robert McElroy                   | Stany Zjednoczone             | 2022 |
|         | Kościół św. Gabriela Archanioła                                            | San Gabriele Arcangelo all'Acqua Traversa                  | Fridolin Ambongo                 | Demokratyczna Republika Konga | 2019 |
|         | Kościół św. Galli                                                          | Santa Galla                                                | Daniel Sturla                    | Urugwaj                       | 2015 |
|         | Kościół św. Gerarda Majelli                                                | San Gerardo Maiella                                        | Rubén Salazar Gómez              | Kolumbia                      | 2012 |
|         | Kościół św. Grzegorza VII                                                  | San Gregorio VII                                           | Baselios Cleemis Thottunkal      | Indie                         | 2012 |
|         | Kościół św. Grzegorza Barbarigo przy Tre Fontane                           | San Gregorio Barbarigo alle Tre Fontane                    | Désiré Tsarahazana               | Madagaskar                    | 2018 |
|         | Kościół św. Grzegorza Wielkiego na Celiusie                                | Santi Andrea e Gregorio al Monte Celio                     | Francesco Montenegro             | Włochy                        | 2015 |
|         | Kościół św. Grzegorza Wielkiego na Magliana Nouva                          | San Gregorio Magno al Magliana Nouva                       | wakat                            |                               | 2023 |
|         | Kościół św. Hieronima Chorwatów                                            | San Girolamo dei Croati                                    | Josip Bozanić                    | Chorwacja                     | 2003 |
|         | Kościół św. Hipolita                                                       | Sant'Ippolito                                              | John Atcherley Dew               | Nowa Zelandia                 | 2015 |
|         | Kościół św. Hugona                                                         | San Ugo                                                    | Emmanuel Wamala                  | Uganda                        | 1994 |
|         | Kościół św. Ireneusza na Centocelle                                        | Sant’Ireneo a Centocelle                                   | Charles Maung Bo                 | Mjanma                        | 2015 |
|         | Kościół św. Jakuba „in Augusta”                                            | San Giacomo in Augusta                                     | Chibly Langlois                  | Haiti                         | 2014 |
|         | Kościół św. Jana Chryzostoma na Monte Sacro Alto                           | San Giovanni Crisostomo a Monte Sacro Alto                 | Jean-Claude Hollerich            | Luksemburg                    | 2019 |
|         | Kościół św. Jana Chrzciciela de La Salle                                   | San Giovanni Battista de La Salle                          | Stephen Chow Sau-yan             | Chiny                         | 2023 |
|         | Kościół św. Jana Chrzciciela de Rossi                                      | San Giovanni Battista de Rossi                             | John Ribat                       | Papua-Nowa Gwinea             | 2016 |
|         | Bazylika św. Jana Chrzciciela Florentyńczyków                              | San Giovanni Battista dei Fiorentini                       | Giuseppe Petrocchi               | Włochy                        | 2018 |
|         | Kościół świętych Jana Ewangelisty i Petroniusza                            | Santi Giovanni Evangelista e Petronio                      | Baltazar Porras                  | Wenezuela                     | 2016 |
|         | Kościół św. Jana Ewangelisty na Spinaceto                                  | San Giovanni Evangelista a Spinaceto                       | Alvaro Ramazzini                 | Gwatemala                     | 2019 |
|         | Kościół św. Jana w Łacińskiej Bramie                                       | San Giovanni a Porta Latina                                | Adalberto Martínez               | Paragwaj                      | 2022 |
|         | Bazylika świętych Jana i Pawła na Celiusie                                 | Santi Giovanni e Paolo al Celio                            | Josef De Kesel                   | Belgia                        | 2016 |
|         | Kościół św. Jana Marii Vianeya                                             | San Giovanni Maria Vianney                                 | Rainer Woelki                    | Niemcy                        | 2012 |
|         | Kościół Jezusa Boskiego Nauczyciela                                        | Gesù Divin Maestro alla Pineta Sacchetti                   | wakat                            |                               |      |
|         | Kościół Jezusa Boskiego Robotnika                                          | Gesù Divin Lavoratore                                      | Christoph Schönborn              | Austria                       | 1998 |
|         | Kościół św. Joachima                                                       | San Gioacchino ai Prati di Castello                        | Leopoldo Brenes                  | Nikaragua                     | 2014 |
|         | Kościół świętych Joachima i Anny na Tuscolanie                             | Santi Gioacchino e Anna al Tuscolano                       | Toribio Ticona Porco             | Boliwia                       | 2018 |
|         | Kościół św. Józefa na Aurelio                                              | San Giuseppe all'Aurelio                                   | Gérald Lacroix                   | Kanada                        | 2014 |
|         | Kościół św. Józefa z Kupertynu                                             | San Giuseppe da Copertino                                  | José Luis Lacunza Maestrojuán    | Panama                        | 2015 |
|         | Kościół św. Judy Tadeusza                                                  | San Giuda Taddeo Apostolo                                  | Giorgio Marengo                  | Mongolia                      | 2022 |
|         | Kościół św. Justyna                                                        | San Giustino                                               | Jean-Baptiste Phạm Minh Mẫn      | Wietnam                       | 2003 |
|         | Kościół św. Kajetana                                                       | Santi Gaetano                                              | Diego Padrón                     | Wenezuela                     | 2023 |
|         | Kościół św. Kaliksta                                                       | San Callisto                                               | Willem Jacobus Eijk              | Holandia                      | 2012 |
|         | Bazylika św. Kamila de Lellis                                              | San Camillo de Lellis                                      | Juan Luis Cipriani Thorne        | Peru                          | 2001 |
|         | Kościół św. Klary na Vigna Clara                                           | Santa Chiara a Vigna Clara                                 | Vinko Puljić                     | Bośnia i Hercegowina          | 1994 |
|         | Bazylika św. Klemensa na Lateranie                                         | San Clemente al Laterano                                   | Arrigo Miglio                    | Włochy                        | 2022 |
|         | Kościół św. Korbiniana                                                     | San Corbiniano                                             | Reinhard Marx                    | Niemcy                        | 2010 |
|         | Bazylika Świętego Krzyża z Jerozolimy                                      | Santa Croce in Gerusalemme                                 | Juan José Omella Omella          | Hiszpania                     | 2017 |
|         | Bazylika Świętego Krzyża na Via Flaminia                                   | Santa Croce in Via Flaminia                                | Sérgio da Rocha                  | Brazylia                      | 2016 |
|         | Kościół św. Leona I                                                        | San Leone I                                                | Cristóbal López Romero           | Hiszpania                     | 2019 |
|         | Kościół św. Leonarda z Porto Maurizio w Acilii                             | San Leonardo da Porto Maurizio ad Acilia                   | Leonardo Ulrich Steiner          | Brazylia                      | 2022 |
|         | Kościół św. Liboriusza                                                     | San Liborio                                                | Peter Turkson                    | Ghana                         | 2003 |
|         | Kościół św. Ludwika Francuskiego                                           | San Luigi dei francesi                                     | wakat                            |                               |      |
|         | Kościół Świętego Mariusza i Towarzyszy Męczenników                         | Santi Mario e Compagni Martiri                             | Ignace Bessi Dogbo               | Wybrzeże Kości Słoniowej      | 2024 |
|         | Kościół św. Maura opata                                                    | San Mauro Abate                                            | Fernando Chomalí Garib           | Chile                         | 2024 |
|         | Kościół św. Ludwika Marii Grignion de Montfort                             | San Luigi Maria Grignion de Montfort                       | Felipe Arizmendi Esquivel        | Meksyk                        | 2020 |
|         | Kościół św. Łucji przy Piazza d'Armi                                       | Santa Lucia a Piazza d'Armi                                | Théodore-Adrien Sarr             | Senegal                       | 2007 |
|         | Kościół św. Łukasza przy Via Prenestina                                    | San Luca a Via Prenestina                                  | Luis José Rueda Aparicio         | Kolumbia                      | 2023 |
|         | Kościół św. Marcelego na Corso                                             | San Marcello al Corso                                      | Giuseppe Betori                  | Włochy                        | 2012 |
|         | Kościół świętych Marcelina i Piotra na Lateranie                           | Santi Marcellino e Pietro al Laterano                      | Dominik Duka                     | Czechy                        | 2012 |
|         | Bazylika św. Marka                                                         | San Marco                                                  | Angelo De Donatis                | Włochy                        | 2018 |
|         | Kościół św. Marka na Agro Laurentino                                       | San Marco in Agro Laurentino                               | Domenico Battaglia               | Włochy                        | 2024 |
|         | Kościół św. Marii Dominiki Mazzarello                                      | Santa Maria Domenica Mazzarello                            | Stephen Brislin                  | Republika Południowej Afryki  | 2023 |
|         | Kościół Maryi Niepokalanej z Lourdes przy Boccea                           | Santa Maria Immacolata di Lourdes a Boccea                 | François Bustillo                | Francja                       | 2023 |
|         | Kościół Matki Bożej na Monti                                               | Santa Maria ai Monti                                       | Jean-Marc Aveline                | Francja                       | 2022 |
|         | Kościół Matki Bożej „in Vallicella”                                        | Santa Maria in Vallicella                                  | Ricardo Blázquez                 | Hiszpania                     | 2015 |
|         | Kościół Matki Bożej „in Via”                                               | Santa Maria in Via                                         | Filipe Neri Ferrão               | Indie                         | 2022 |
|         | Bazylika Matki Bożej „sopra Minerva”                                       | Santa Maria sopra Minerva                                  | António Marto                    | Portugalia                    | 2018 |
|         | Kościół Matki Bożej za Mostem (kardynał-biskup)                            | Santa Maria in Traspontina                                 | Marc Ouellet                     | Kanada                        | 2003 |
|         | Bazylika Matki Bożej Anielskiej i Męczenników                              | Santa Maria degli Angeli e dei Martiri                     | Anders Arborelius                | Szwecja                       | 2017 |
|         | Kościół Matki Bożej Bolesnej                                               | Santa Maria Addolorata                                     | Kriengsak Kovithavanij           | Tajlandia                     | 2015 |
|         | Kościół Matki Bożej Bolesnej na Piazza Buenos Aires                        | Santa Maria Addolorata a Piazza Buenos Aires               | Estanislao Esteban Karlic        | Argentyna                     | 2007 |
|         | Bazylika Matki Bożej „del Popolo”                                          | Santa Maria del Popolo                                     | Stanisław Dziwisz                | Polska                        | 2006 |
|         | Bazylika Królowej Apostołów                                                | Regina Apostolorum                                         | John Tong Hon                    | Hongkong                      | 2012 |
|         | Kościół Matki Bożej Królowej Pokoju na Monte Verde                         | Santa Maria Regina Pacis a Monte Verde                     | Oscar Cantoni                    | Włochy                        | 2022 |
|         | Kościół Matki Bożej Królowej Pokoju na Ostia mare                          | Santa Maria Regina Pacis in Ostia mare                     | William Goh                      | Singapur                      | 2022 |
|         | Kościół Matki Bożej Królowej Pokoju                                        | Santa Maria della Pace                                     | Francisco Javier Errázuriz Ossa  | Chile                         | 2001 |
|         | Kościół Matki Bożej Królowej Świata na Torre Spaccata                      | Santa Maria Regina Mundi a Torre Spaccata                  | Orlando Quevedo                  | Filipiny                      | 2014 |
|         | Kościół Matki Bożej Łaskawej przy Via Trionfale                            | Santa Maria delle Grazie a Via Trionfale                   | Joseph Tobin                     | Stany Zjednoczone             | 2016 |
|         | Kościół Matki Bożej Nadziei                                                | Santa Maria della Speranza                                 | Óscar Andrés Rodríguez Maradiaga | Honduras                      | 2001 |
|         | Bazylika Matki Bożej Ołtarza Niebiańskiego                                 | Santa Maria in Ara coeli                                   | Salvatore De Giorgi              | Włochy                        | 1998 |
|         | Kościół Matki Bożej Opatrzności na Monte Verde                             | Santa Maria Madre della Providenza a Monte Verde           | Orani João Tempesta              | Brazylia                      | 2014 |
|         | Kościół Matki Bożej Pocieszycielki na Tiburtino                            | Santa Maria Consolatrice al Tiburtino                      | Philippe Ouédraogo               | Burkina Faso                  | 2014 |
|         | Kościół Matki Bożej Uzdrowienia Chorych na Primavalle                      | Santa Maria della Salute a Primavalle                      | Frank Leo                        | Kanada                        | 2024 |
|         | Kościół Wielkiej Matki Bożej                                               | Gran Madre di Dio                                          | Angelo Bagnasco                  | Włochy                        | 2007 |
|         | Kościół Matki Bożej z Guadalupe i św. Filipa Męczennika                    | Nostra Signora di Guadalupe e S. Filippo Martire           | Juan Sandoval Íñiguez            | Meksyk                        | 1994 |
|         | Kościół Matki Bożej z Guadalupe na Monte Mario                             | Nostra Signora di Guadalupe a Monte Mario                  | Timothy Dolan                    | Stany Zjednoczone             | 2012 |
|         | Kościół Matki Bożej z La Salette                                           | Nostra Signora de La Salette                               | Polycarp Pengo                   | Tanzania                      | 1998 |
|         | Kościół Matki Bożej z Montserrat                                           | Santa Maria in Monserrato degli Spagnoli                   | José Cobo Cano                   | Hiszpania                     | 2023 |
|         | Kościół Matki Bożej Zwycięskiej                                            | Santa Maria della Vittoria                                 | Seán O’Malley                    | Stany Zjednoczone             | 2006 |
|         | Kościół świętych Męczenników Ugandyjskich przy Poggio Ameno                | Santi Martiri dell'Uganda a Poggio Ameno                   | Peter Okpaleke                   | Nigeria                       | 2022 |
|         | Kościół Najświętszego Imienia Maryi przy Via Latina                        | Santissimo Nome di Maria in Via Latina                     | Gaudencio Rosales                | Filipiny                      | 2006 |
|         | Kościół Najświętszego Odkupiciela przy Val Melaina                         | Santissimo Redentore a Val Melaina                         | Ricardo Ezzati Andrello          | Chile                         | 2014 |
|         | Kościół Najświętszego Sakramentu na Tor de’Schiavi                         | Santissimo Sacramento a Tor de’Schiavi                     | Gregorio Rosa Chávez             | Salwador                      | 2017 |
|         | Kościół Najświętszego Serca Jezusa Konającego                              | Sacro Cuore di Gesù agonizzante                            | wakat                            |                               |      |
|         | Kościół Najświętszej Krwi Chrystusa                                        | Preziosissimo Sangue di Nostro Signore Gesù Cristo         | John Njue                        | Kenia                         | 2007 |
|         | Bazylika NMP na Zatybrzu                                                   | Santa Maria in Trastevere                                  | Carlos Osoro                     | Hiszpania                     | 2016 |
|         | Kościół NMP Matki Odkupiciela na Tor Bella Monaca                          | Santa Maria Madre del Redentore a Tor Bella Monaca         | Joseph Zen Ze-kiun               | Chiny                         | 2006 |
|         | Kościół NMP Najświętszego Sakramentu i świętych Męczenników Kanadyjskich   | Nostra Signora del SS. Sacramento e Santi Martiri Canadesi | Patrick D’Rozario                | Bangladesz                    | 2016 |
|         | Kościół NMP z Góry Karmel przy Mostacciano                                 | Beata Vergine Maria del Monte Carmelo a Mostacciano        | Anthony Okogie                   | Nigeria                       | 2003 |
|         | Kościół Niepokalanego Poczęcia Maryi na Tiburtino                          | Immacolata al Tiburtino                                    | Raymundo Damasceno Assis         | Brazylia                      | 2010 |
|         | Kościół Niepokalanego Poczęcia Maryi w Grottarossie                        | Immacolata Concezione di Maria a Grottarossa               | Wilton Gregory                   | Stany Zjednoczone             | 2020 |
|         | Bazylika Niepokalanego Serca Maryi                                         | Sacro Cuore di Maria                                       | Julius Darmaatmadja              | Indonezja                     | 1994 |
|         | Kościół świętych Nereusza i Achillesa                                      | Santi Nereo e Achilleo                                     | Celestino Aós Braco              | Chile                         | 2020 |
|         | Kościół Ofiarowania Najświętszej Maryi Panny                               | Santa Maria della Presentazione                            | Francisco Robles Ortega          | Meksyk                        | 2007 |
|         | Kościół św. Onufrego                                                       | Sant'Onofrio                                               | Pierbattista Pizzaballa          | Włochy                        | 2023 |
|         | Bazylika św. Pankracego za Murami                                          | San Pancrazio                                              | Antonio Cañizares Llovera        | Hiszpania                     | 2006 |
|         | Kościół św. Patryka                                                        | San Patrizio                                               | Thomas Collins                   | Kanada                        | 2012 |
|         | Kościół św. Pauli Rzymianki                                                | Santa Paola Romana                                         | Soane Patita Paini Mafi          | Tonga                         | 2015 |
|         | Kościół św. Pawła od Krzyża na Corviale                                    | San Paolo della Croce a Corviale                           | Oswald Gracias                   | Indie                         | 2007 |
|         | Kościół świętych Pierwszych Męczenników                                    | Santi Protomartiri a Via Aurelia Antica                    | Anthony Poola                    | Indie                         | 2022 |
|         | Bazylika świętych Piotra i Pawła przy Via Ostiense                         | Ss. Pietro e Paolo a Via Ostiense                          | Pedro Barreto                    | Peru                          | 2018 |
|         | Kościół św. Piotra in Montorio                                             | San Pietro in Montorio                                     | James Stafford                   | Stany Zjednoczone             | 1998 |
|         | Bazylika św. Piotra w Okowach                                              | San Pietro in Vincoli a Colle Oppio                        | Donald Wuerl                     | USA                           | 2010 |
|         | Kościół św. Piusa X przy Balduina                                          | San Pio X alla Balduina                                    | Nicolás de Jesús López Rodriguez | Dominikana                    | 1991 |
|         | Kościół św. Polikarpa                                                      | San Policarpo                                              | Alberto Suárez Inda              | Meksyk                        | 2015 |
|         | Bazylika św. Praksedy                                                      | Santa Prassede                                             | Paul Poupard                     | Francja                       | 1985 |
|         | Kościół św. Pryski                                                         | Santa Prisca                                               | Justin Francis Rigali            | Stany Zjednoczone             | 2003 |
|         | Kościół Przemienienia Pańskiego                                            | Trasfigurazione di Nostro Signore Gesù Cristo              | Pablo Virgilio Siongco David     | Kolumbia                      | 2001 |
|         | Kościół Przenajświętszej Trójcy na Monte Pincio                            | Santissima Trinità dei Monti                               | Philippe Barbarin                | Francja                       | 2003 |
|         | Bazylika św. Pudencjany                                                    | Santa Pudenziana                                           | Thomas Aquino Man’yō Maeda       | Japonia                       | 2018 |
|         | Kościół św. Roberta Bellarmina                                             | San Roberto Bellarmino                                     | Mario Aurelio Poli               | Argentyna                     | 2014 |
|         | Kościół św. Romana Męczennika                                              | San Romano Martire                                         | Berhaneyesus Demerew Souraphiel  | Etiopia                       | 2015 |
|         | Bazylika św. Sabiny na Awentynie                                           | Santa Sabina all'Aventino                                  | wakat                            |                               |      |
|         | Kościół św. Saturnina                                                      | San Saturnino                                              | John Onaiyekan                   | Nigeria                       | 2012 |
|         | Bazylika św. Sebastiana za Murami                                          | San Sebastiano Fuori le Mura                               | Lluís Martínez Sistach           | Hiszpania                     | 2007 |
|         | Kościół Serc Jezusa i Maryi                                                | Sacri Cuori di Gesù e Maria a Tor Fiorenza                 | Edoardo Menichelli               | Włochy                        | 2015 |
|         | Bazylika św. Sykstusa                                                      | San Sisto Vecchio                                          | Antoine Kambanda                 | Rwanda                        | 2020 |
|         | Bazylika św. Sylwestra i św. Marcina w Monti                               | Santi Silvestro e Martino ai Monti                         | Kazimierz Nycz                   | Polska                        | 2010 |
|         | Kościół św. Sylwestra in Capite                                            | San Silvestro in Capite                                    | Louis-Marie Ling Mangkhanekhoun  | Laos                          | 2017 |
|         | Kościół św. Sylwii                                                         | Santa Silvia                                               | Jānis Pujats                     | Łotwa                         | 1998 |
|         | Bazylika św. Szczepana                                                     | Santo Stefano Rotondo al Celio                             | Friedrich Wetter                 | Niemcy                        | 1985 |
|         | Kościół świętych Szymona i Judy Tadeusza na Torre Angela (kardynał-biskup) | Santi Simone e Giuda Taddeo a Torre Angela                 | Pietro Parolin                   | Włochy                        | 2014 |
|         | Bazylika św. Teresy z Ávili                                                | Santa Teresa d'Avila                                       | Maurice Piat                     | Mauritius                     | 2016 |
|         | Kościół św. Tomasza Apostoła                                               | San Tommaso Apostolo                                       | Pierre Nguyễn Văn Nhơn           | Wietnam                       | 2015 |
|         | Kościół św. Tymoteusza                                                     | San Timoteo                                                | Arlindo Gomes Furtado            | Wyspy Zielonego Przylądka     | 2015 |
|         | Bazylika św. Wawrzyńca „in Damaso”                                         | San Lorenzo in Damaso                                      | Antonio María Rouco Varela       | Hiszpania                     | 1998 |
|         | Bazylika św. Wawrzyńca „in Lucina”                                         | San Lorenzo in Lucina                                      | Malcolm Ranjith                  | Sri Lanka                     | 2010 |
|         | Kościół św. Wawrzyńca „in Panisperna”                                      | San Lorenzo in Panisperna                                  | Michael Michai Kitbunchu         | Tajlandia                     | 1983 |
|         | Kościół św. Wigiliusza                                                     | San Vigilio                                                | Jose Advincula                   | Filipiny                      | 2020 |
|         | Bazylika św. Witalisa i Towarzyszy Męczenników na Fovea                    | Vitale e Compagni martiri in Fovea                         | Adam Maida                       | Stany Zjednoczone             | 1994 |
|         | Bazylika św. Zofii przy Via Boccea                                         | Santa Sofia a Via Boccea                                   | Mykoła Byczok                    | Australia                     | 2024 |
|         | Kościół św. Zuzanny                                                        | Santa Susanna alle Terme di Diocleziano                    | wakat                            |                               | 2017 |

| Zdjęcie | Kościół tytularny                                                                            | Nazwa włoska                                                            | Kardynał                      | Kraj              | Rok  |
| ------- | -------------------------------------------------------------------------------------------- | ----------------------------------------------------------------------- | ----------------------------- | ----------------- | ---- |
|         | Kościół św. Eustachego                                                                       | Sant’Eustachio                                                          | Rolandas Makrickas            | Litwa             | 2024 |
|         | Kościół św. Agaty Gotów (tytuł prezbiterialny pro hac vice)                                  | Sant’Agata dei Goti                                                     | Raymond Leo Burke             | USA               | 2010 |
|         | Kościół św. Agnieszki „in Agone” (tytuł prezbiterialny pro hac vice)                         | Sant'Agnese in Agone                                                    | Gerhard Ludwig Müller         | Niemcy            | 2014 |
|         | Kościół św. Anioła „in Pescheria”                                                            | Sant'Angelo in Pescheria                                                | wakat                         |                   | 2019 |
|         | Kościół świętych Aniołów Stróżów Città Giardino                                              | Santi Angeli Custodi a Città Giardino                                   | Angelo Acerbi                 | Włochy            | 2024 |
|         | Kościół św. Antoniego z Padwy przy Circonvallazione Appia                                    | Sant’Antonio di Padova a Circonvallazione Appia                         | wakat                         |                   | 2023 |
|         | Bazylika św. Apolinarego przy Termach                                                        | Sant' Apollinare alle Terme Neroniane-Alessandrine                      | Raniero Cantalamessa          | Włochy            | 2020 |
|         | Kościół św. Anzelma na Awentynie (tytuł prezbiterialny pro hac vice)                         | Sant'Anselmo all'Aventino                                               | Lorenzo Baldisseri            | Włochy            | 2014 |
|         | Kościół św. Benedykta za Bramą św. Pawła                                                     | San Benedetto fuori Porta San Paolo                                     | wakat                         |                   | 2019 |
|         | Kościół Boga Ojca Miłosiernego (tytuł prezbiterialny pro hac vice)                           | Dio Padre Misericordioso                                                | Crescenzio Sepe               | Włochy            | 2001 |
|         | Kościół św. Cezara z Afryki (tytuł prezbiterialny pro hac vice)                              | San Cesareo in Palatio                                                  | Antonio Maria Vegliò          | Włochy            | 2012 |
|         | Kościół św. Dominika Guzmána                                                                 | San Domenico di Guzman (tytuł prezbiterialny pro hac vice)              | Manuel Monteiro de Castro     | Portugalia        | 2012 |
|         | Kościół świętych Dominika i Sykstusa                                                         | Santi Domenico e Sisto                                                  | José Tolentino Mendonça       | Portugalia        | 2019 |
|         | Kościół Ducha Świętego „in Sassia”                                                           | Santo Spirito in Sassia                                                 | Dominique Mamberti            | Francja           | 2015 |
|         | Bazylika św. Eugeniusza (tytuł prezbiterialny pro hac vice)                                  | Sant'Eugenio                                                            | Julián Herranz Casado         | Hiszpania         | 2003 |
|         | Bazylika św. Eustachego (tytuł prezbiterialny pro hac vice)                                  | Sant'Eustachio                                                          | wakat                         |                   |      |
|         | Kościół św. Filipa Neri na Eurosia                                                           | San Filippo Neri in Eurosia                                             | Fabio Baggio                  | Włochy            | 2024 |
|         | Kościół św. Franciszka Ksawerego w Rzymie-Garbatelli (tytuł prezbiterialny pro hac vice)     | San Francesco Saverio alla Garbatella                                   | Franc Rodé                    | Słowenia          | 2006 |
|         | Kościół św. Franciszka z Paoli na Monti                                                      | San Francesco di Paola ai Monti                                         | wakat                         |                   | 2024 |
|         | Kościół św. Gabriela od Matki Bożej Bolesnej (tytuł prezbiterialny pro hac vice)             | San Gabriele dell’Addolorata                                            | Júlio Duarte Langa            | Mozambik          | 2015 |
|         | Kościół św. Heleny za Porta Prenestina                                                       | Santa Elena fuori Porta Prenestina (tytuł prezbiterialny pro hac vice)  | João Braz de Aviz             | Brazylia          | 2012 |
|         | Kościół św. Hieronima „della Carità”                                                         | San Girolamo della Carità                                               | wakat                         |                   | 2024 |
|         | Kościół św. Hieronima przy Corviale (tytuł prezbiterialny pro hac vice)                      | San Girolamo a Corviale                                                 | Luis Héctor Villalba          | Argentyna         | 2015 |
|         | Kościół św. Ignacego z Loyoli na Polu Marsowym                                               | Sant'Ignazio di Loyola a Campo Marzio                                   | Luis Ladaria Ferrer           | Hiszpania         | 2018 |
|         | Bazylika św. Jana Bosko przy Via Tuscolana                                                   | San Giovanni Bosco in Via Tuscolana (tytuł prezbiterialny pro hac vice) | Robert Sarah                  | Gwinea            | 2010 |
|         | Kościół św. Jana „della Pigna” (tytuł prezbiterialny pro hac vice)                           | San Giovanni della Pigna                                                | Raffaele Farina, SDB          | Włochy            | 2007 |
|         | Kościół św. Jerzego na Velabrum                                                              | San Giorgio in Velabro (tytuł prezbiterialny pro hac vice)              | Gianfranco Ravasi             | Włochy            | 2010 |
|         | Kościół Jezusa Dobrego Pasterza na Montagnola                                                | Gesù Buon Pastore alla Montagnola                                       | Lazarus You Heung-sik         | Korea Południowa  | 2022 |
|         | Bazylika św. Józefa przy Via Trionfale (tytuł prezbiterialny pro hac vice)                   | San Giuseppe in Via Trionfale                                           | wakat                         |                   |      |
|         | Kościół św. Józefa Cieśli (tytuł prezbiterialny pro hac vice)                                | San Giuseppe dei Falegnami                                              | Francesco Coccopalmerio       | Włochy            | 2012 |
|         | Kościół św. Juliana Flamandów (tytuł prezbiterialny pro hac vice)                            | San Giuliano dei Fiamminghi                                             | Walter Brandmüller            | Niemcy            | 2010 |
|         | Kościół św. Juliana Męczennika                                                               | San Giuliano Martire                                                    | Kevin Farrell                 | Stany Zjednoczone | 2016 |
|         | Kościół św. Karola „ai Catinari” (kardynał-biskup)                                           | San Carlo ai Catinari                                                   | Leonardo Sandri               | Argentyna         | 2007 |
|         | Bazylika świętych Kosmy i Damiana                                                            | Santi Cosma e Damiano                                                   | Mario Grech                   | Malta             | 2020 |
|         | Kościół św. Linusa                                                                           | San Lino                                                                | Giovanni Angelo Becciu        | Włochy            | 2018 |
|         | Kościół św. Łucji „del Gonfalone”                                                            | Santa Lucia del Gonfalone                                               | Aquilino Bocos Merino CMF     | Hiszpania         | 2018 |
|         | Kościół św. Marii Magdaleny w Campo Marzio                                                   | Santa Maria Maddalena in Campo Marzio                                   | Vicente Bokalic Iglic         | Włochy            | 2024 |
|         | Kościół św. Marii Goretti                                                                    | Santa Maria Goretti                                                     | wakat                         |                   | 2019 |
|         | Kościół Matki Bożej Hodegetrii (tytuł prezbiterialny pro hac vice)                           | Santa Maria Odigitria dei Siciliani                                     | Paolo Romeo                   | Włochy            | 2010 |
|         | Kościół Matki Bożej Łaskawej „alle Fornaci” za Porta Cavalleggeri                            | Santa Maria delle Grazie alle Fornaci fuori Porta Cavalleggeri          | Mario Zenari                  | Włochy            | 2016 |
|         | Kościół Matki Bożej „in Aquiro” (tytuł prezbiterialny pro hac vice)                          | Santa Maria in Aquiro                                                   | wakat                         |                   | 2024 |
|         | Bazylika Matki Bożej „in Cosmedin”                                                           | Santa Maria in Cosmedin                                                 | wakat                         |                   | 1967 |
|         | Kościół Matki Bożej „in Domnica”                                                             | Santa Maria in Domnica                                                  | Marcello Semeraro             | Włochy            | 2020 |
|         | Kościół Matki Bożej „in Portico”                                                             | Santa Maria in Portico                                                  | Michael Fitzgerald (kardynał) | Wielka Brytania   | 2019 |
|         | Kościół Matki Bożej ze Schodów                                                               | Santa Maria della Scala                                                 | Ernest Simoni                 | Albania           | 2016 |
|         | Kościół Matki Bożej Najświętszego Serca (tytuł prezbiterialny pro hac vice)                  | Nostra Signora del Sacro Cuore                                          | Kurt Koch                     | Szwajcaria        | 2010 |
|         | Kościół Matki Bożej od Wykupu Niewolników i św. Hadriana przy Villa Albani                   | Santa Maria della Mercede e Sant'Adriano a Villa Albani                 | Fernando Vérgez Alzaga        | Hiszpania         | 2022 |
|         | Bazylika Matki Bożej przy Via Lata                                                           | Santa Maria in Via Lata                                                 | wakat                         |                   | 2021 |
|         | Bazylika Matki Bożej Wspomożycielki Wiernych                                                 | Santa Maria Ausiliatrice in Via Tuscolana                               | wakat                         |                   | 2019 |
|         | Kościół Matki Bożej Wyzwolicielki na Monte Testaccio (tytuł prezbiterialny pro hac vice)     | Santa Maria Liberatrice a Monte Testaccio                               | Giovanni Lajolo               | Włochy            | 2007 |
|         | Kościół Matki Bożej z Coromoto (kardynał-biskup)                                             | Nostra Signora di Coromoto                                              | Fernando Filoni               | Włochy            | 2012 |
|         | Kościół NMP Niepokalanej na Eskwilinie                                                       | Santa Maria Immacolata all'Esquilino                                    | Konrad Krajewski              | Polska            | 2018 |
|         | Kościół św. Michała Archanioła                                                               | San Michele Arcangelo                                                   | Michael Czerny                | Kanada            | 2019 |
|         | Bazylika św. Mikołaja w Więzieniu                                                            | San Nicola in Carcere                                                   | Silvano Tomasi                | Włochy            | 2020 |
|         | Kościół Najświętszego Imienia Jezus (tytuł prezbiterialny pro hac vice)                      | Santissimo Nome di Gesù                                                 | Gianfranco Ghirlanda          | Hiszpania         | 2022 |
|         | Bazylika Najświętszego Serca Chrystusa Króla (tytuł prezbiterialny pro hac vice)             | Sacro Cuore di Cristo Re                                                | Stanisław Ryłko               | Polska            | 2007 |
|         | Bazylika Najświętszego Serca Jezusa przy Castro Pretorio (tytuł prezbiterialny pro hac vice) | Sacro Cuore di Gesù a Castro Pretorio                                   | Giuseppe Versaldi             | Włochy            | 2012 |
|         | Kościół Najświętszego Zbawiciela „in Lauro” (tytuł prezbiterialny pro hac vice)              | San Salvatore in Lauro                                                  | Angelo Comastri               | Włochy            | 2007 |
|         | Kościół Najświętszych Imion Jezusa i Maryi przy Via Lata                                     | Santissimi Nomi di Gesù e Maria in Via Lata                             | Fortunato Frezza              | Włochy            | 2022 |
|         | Kościół Najświętszego Imienia Maryi na Forum Trajana                                         | Santissimo Nome di Maria al Foro Traiano                                | Mauro Gambetti                | Włochy            | 2020 |
|         | Kościół św. Pawła na Regoli (tytuł prezbiterialny pro hac vice)                              | San Paolo alla Regola                                                   | Francesco Monterisi           | Włochy            | 2010 |
|         | Kościół św. Pawła przy Trzech Źródłach (tytuł prezbiterialny pro hac vice)                   | San Paolo alle Tre Fontane                                              | Mauro Piacenza                | Włochy            | 2010 |
|         | Kościół św. Piotra Damianiego na Monti di San Paolo (tytuł prezbiterialny pro hac vice)      | San Pier Damiani ai Monti di S. Paolo                                   | Agostino Vallini              | Włochy            | 2006 |
|         | Kościół św. Piusa V przy Villa Carpegna (tytuł prezbiterialny pro hac vice)                  | San Pio V a Villa Carpegna                                              | James Michael Harvey          | Stany Zjednoczone | 2012 |
|         | Kościół św. Poncjana (tytuł prezbiterialny pro hac vice)                                     | San Ponziano                                                            | Santos Abril y Castelló       | Hiszpania         | 2012 |
|         | Bazylika św. Saby                                                                            | San Saba                                                                | Arthur Roche                  | Wielka Brytania   | 2022 |
|         | Kościół św. Sebastiana na Palatynie (tytuł prezbiterialny pro hac vice)                      | San Sebastiano al Palatino                                              | Edwin O’Brien                 | Stany Zjednoczone | 2012 |
|         | Kościół świętych Urbana i Wawrzyńca przy Prima Porta                                         | Santi Urbano e Lorenzo a Prima Porta                                    | wakat                         |                   | 2017 |
|         | Kościół św. Wawrzyńca „in Piscibus” (tytuł prezbiterialny pro hac vice)                      | San Lorenzo in Piscibus                                                 | wakat                         |                   | 2024 |
|         | Kościół świętych Wita i Modesta (tytuł prezbiterialny pro hac vice)                          | Santi Vito e Modesto                                                    | Giuseppe Bertello             | Włochy            | 2012 |
|         | Kościół Wszystkich Świętych przy Via Appia Nuova (tytuł prezbiterialny pro hac vice)         | Ognissanti in Via Appia Nuova                                           | Walter Kasper                 | Niemcy            | 2001 |
|         | Kościół Zwiastowania NMP przy Via Ardeatina (tytuł prezbiterialny pro hac vice)              | Santissima Annunciazione della Beata Vergine Maria a Via Ardeatina      | Domenico Calcagno             | Włochy            | 2012 |

## Heraldyka
|                                            |                                                                                            |                                            |
| Tarcza herbu kardynała biskupa, patriarchy | Tarcza herbu kardynała prezbitera (od góry: biskupa, arcybiskupa, arcybiskupa metropolity) | Tarcza herbu kardynała bez sakry biskupiej |